# La Barre-de-Semilly
La Barre-de-Semilly es una pequeña localidad  y comuna francesa, situada en el departamento de Mancha en la región de Baja Normandía. 
Sus habitantes reciben el gentilicio en idioma francés de Barriens.

## Demografía
| 360 | 403 | 513 | 621 | 656 | 792 |
| Para los censos de 1962 a 1999 la población legal corresponde a la población sin duplicidades (Fuente: INSEE [Consultar]) |     |     |     |     |     |

(Población sans doubles comptes según la metodología del INSEE).